# Véres telihold (film, 2020)
A Véres telihold (eredeti cím: Hunter's Moon vagy The Orchard) 2020-ban bemutatott amerikai horror-filmthriller, melyet Michael Caissie írt és rendezett. A főszereplők Amanda Wyss, Jay Mohr, Katrina Bowden, Will Carlson, Spencer Daniels és Thomas Jane.
Az Amerikai Egyesült Államokban 2020. március 24-én mutatták be. Magyarországon DVD-n jelent meg szinkronizálva 2020 júliusának végén.

## Cselekmény
Amikor szüleik átmenetileg elhagyják a várost, három tizenéves lány úgy dönt, bulit rendeznek új otthonukban, ahová nemrégiben költöztek be. Hamarosan egy baljós kinézetű, három tagból álló fiúbanda bukkan fel, hogy elvigyenek néhány ékszert a házból. Az éjszaka folyamán megjelenik a helyi seriff is, aki a fiúk édesapja. Ekkor együttes erővel veszik fel a harcot egy láthatatlan, vérszomjas ragadozó ellen a házban, felfegyverkezve és eltorlaszolva az ablakokat.
A kint élő gonosz egy farkasember, amely áldozatait gyűjti. Időközben egy társa is megjelenik a színen. A vérengző fenevadak egyesével vadásszák le a fiúkat. Nem sokkal később kiderül, hogy a fenevadak a lányok szülei voltak, akik azt akarták, lányaik az új otthonuk mellett gyakorolják az embervadászatot.
A stáblista leforgása alatt egy jelenet látható, amelyben a megsebesült seriff vérfarkassá kezd átalakulni.

## Szereplők
| Szerep           | Színész              | Magyar hang      |
| ---------------- | -------------------- | ---------------- |
| Bernice Delaney  | Amanda Wyss          | Kiss Erika       |
| Thomas Delaney   | Jay Mohr             | Holl Nándor      |
| Juliet Delaney   | Katrina Bowden       | Laurinyecz Réka  |
| Billy Bloomfield | Will Carlson         | Baráth István    |
| Lenny Bloomfield | Spencer Daniels      | Kisfalusi Lehel  |
| Lisa Delaney     | India Ennenga        | Laudon Andrea    |
| Daryl Bloomfield | Daniel R. Hill       | ?                |
| Wendy Delaney    | Emmalee Parker       | ?                |
| Stacy Phillips   | Lexi Atkins          | Keviczky Szilvia |
| Martin Ellsbury  | Sean Patrick Flanery | Tárnok Csaba     |
| Seriff           | Thomas Jane          | Jakab Csaba      |
| Eddie, a kábeles | Fredrik Ejemo        | Kapácsy Miklós   |